# Metodi formali
In ingegneria informatica e ingegneria del software, i metodi formali sono un insieme di tecniche matematicamente rigorose per la specifica, sviluppo e verifica di sistemi software e hardware. L'impiego di metodi formali nella progettazione di software e hardware è motivato dall'assunzione che, come avviene in altre discipline ingegneristiche, lo svolgersi di una corretta analisi matematica contribuisca a rendere la progettazione più robusta e affidabile.
I metodi formali sono solitamente descritti come l'applicazione di una gran varietà di fondamenti di informatica, in particolare il calcolo logico, i linguaggi formali, la teoria degli automi e la semantica dei programmi, a problemi di specifica e verifica di software e hardware.